# Tantilla impensa
Tantilla impensa (велика багатоніжкова змія) — вид змій родини полозових (Colubridae). Мешкає в Мексиці і Центральній Америці.

## Поширення і екологія
Великі багатоніжкові змії мешкають в мексиканському штаті Чіапас, а також в Гватемалі та західному Гондурасі. Вони живуть у вологих тропічних лісах, серед опалого листя, трапляються на плантаціях. Зустрічаються на висоті від 300 до 1600 м над рівнем моря.